# ماكس هيرش
ماكس هيرش (بالألمانية: Max Hirsch)‏ هو اقتصادي وسياسي ألماني، ولد في 30 ديسمبر 1832 في هلبرشتات في ألمانيا، وتوفي في 26 يونيو 1905 في ألمانيا. انتخب Member of the Customs Parliament ‏ وانتخب عضو مجلس النواب البروسي وانتخب عضو مجلس النواب الألماني للإمبراطورية الألمانية.